# Petit-Trou-de-Nippes
Petit-Trou-de-Nippes (Haïtiaans-Creools: Ti Twou de Nip) is een stad en gemeente in Haïti met 30.000 inwoners. De plaats ligt 45 km ten noordoosten van de stad Les Cayes. De gemeente maakt deel uit van het arrondissement Anse-à-Veau in het departement Nippes.
Er wordt katoen, koffie en suikerriet verbouwd. Ook vindt er industriële verwerking van rietsuiker plaats. Verder is er een vissershaven.

## Geboren in Petit-Trou-de-Nippes
- 1924: Louisianne St. Fleurant, kunstenares

## Indeling
De gemeente bestaat uit de volgende sections communales:
| Nr. | Naam              | Km²   | Inw.2015 |
| --- | ----------------- | ----- | -------- |
| 1   | Raymond           | 53,45 | 7.661    |
| 2   | Tiby              | 58,59 | 14.409   |
| 3   | Liève (of: Vigny) | 41,15 | 7.920    |